# گندم معمولی

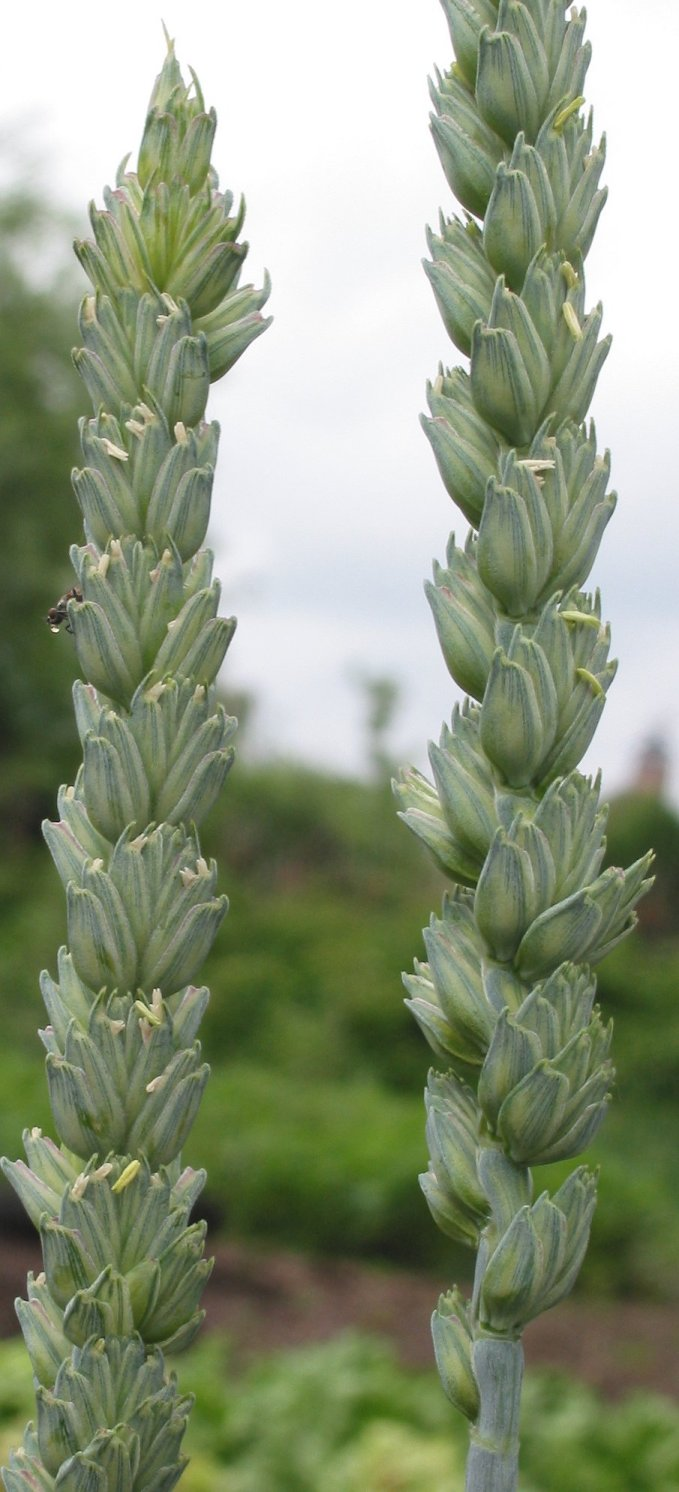

گندم مکسی پک (با نام علمی Triticum aestivum L) یکی از گونه‌های اصلاح شده گندم است. این گونه از اصلاح دو نوع گندم مکزیکی و پاکستانی در سال ۱۹۶۹ به‌دست آمده است. این نوع گندم اصلاح شده در مناطق گرم و نیمه گرم رشد و حاصل خوب داشته در مقابل امراض گندم به‌خصوص سرخکان مقاومت دارد. ساقه این نوع گندم دارای قد کوتاه و یک برابر می‌باشد بدین اساس در اثنا جمع‌آوری برای ماشین آلات کشاورزی ایجاد مشکل نمی‌کند. پس از به‌دست آمدن این نوع جدید کشورهایی چون افغانستان، ایران، پاکستان، هند و ممالک عربی به نوبه خود این نوع را در کشورهای خود را پرورش داده و بعضاً با انواع گونه‌های بومی خود پیوند داده‌اند. فعلاً این گندم در ۳ قاره آسیا، امریکا و آفریقا اغلبً از طرف دهقانان مورد استفاده قرار دارد. این کشورها تجارب خویش را تحت همکاری سازمان فائو و WDP پیش می‌برند. سازمان پژوهشی بزرگ نباتی ایکاردا ICARDA در کشور سوریه و اکری سات ICRISAT در کشورهند نیز بالای این نوع گندم تجارب را در کشورهای آسیائی انجام دادند که در بعضی کشورها نتایج مثبت داد.